# Pau de Thoar i Grec
Pau de Thoar i Grec (segle xvii - Viena?, segle xviii) fou un militar català.
Fill del notari Pau de Thoar, que exercí a Barcelona fins al 1712, de molt jove va participar en l'alçament de la Plana de Vic en 1705, sent nomenat tinent en el Regiment de Reials Guàrdies Catalanes el 1705 i posteriorment capità en el regiment fins al 1713, quan Antoni de Villarroel i Peláez el nomenà governador de la castell de Montjuïc, participant en l'Atac a Can Navarro, i tenint un fort enfrontament amb el nou Conseller en Cap de Barcelona Rafael Casanova i Comes, que el feu destituir a finals de l'any i posteriorment fou nomenat coronel Governador d'Infanteria en 1714. Per ordre de Villarroel, ferit de gravetat, que la transmeté al coronel Juan Francisco Ferrer l'onze de setembre de 1714 a la tarda ordenà tocar a capitulació, quan el govern encara no havia deliberat. Després de la derrota final a Barcelona, i exiliat a Viena, fou coronel de Voluntaris en la guerra austroturca fins al 1718.